# Messier 79
Messier 79 (M79)  även känd som NGC 1904 är en klotformig stjärnhop i stjärnbilden Haren. Den upptäcktes 1780 av Pierre Méchain.

## Egenskaper
Messier 79 befinner sig omkring 42 000 ljusår bort från jorden och ligger 60 000 ljusår från Vintergatans centrum. 
Liksom för Messier 54 (den andra extragalaktiska klotformiga stjärnhopen på Messiers lista) antas att Messier 79 inte tillkommit inom till Vintergatan, utan istället tillhört den förmodade dvärggalaxen i Canis Major, som för närvarande ingår i ett mycket nära möte med vår galax. Detta är dock en omtvistat fråga eftersom astronomer fortfarande diskuterar arten av dvärggalaxen i sig själv. 
Stjärnhopen störs av galaktiska tidvattenkrafter, som resulterat i en lång svans av stjärnor.

## Färg/magnitud-diagram

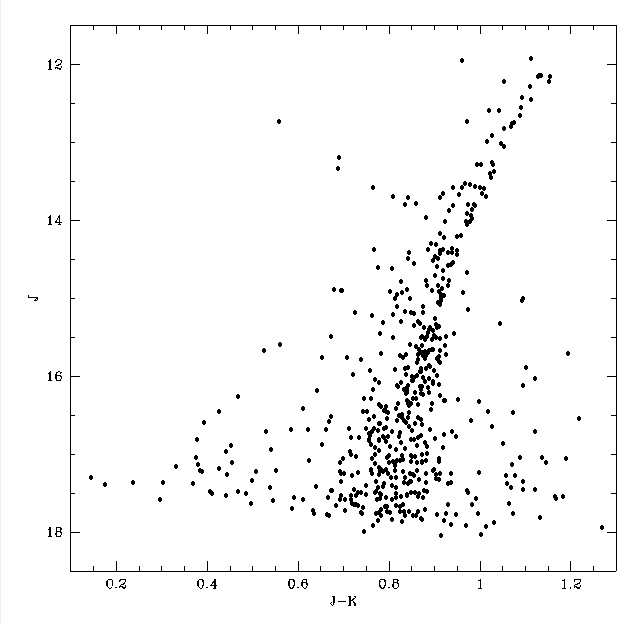
Infrarött färg/magnitud-diagram av Messier 79.

Detta Hertzsprung–Russell-diagram är framställt med hjälp av bilder av Messier 79 i kortvågig infraröd strålning i J- och K-banden. J-bandsmagnituden är avsatt längs y-axeln och J till K dominerande färg inlagd längs x-axeln. Ett sådant diagram görs snabbt med specialiserad kod för fotometri i täta fält.
Av diagrammet framgår det uppenbart att de flesta av de ljusa stjärnorna i stjärnhopen är röda jättar. Den långsträckta grenen är den röda jättegrenen. Några av stjärnorna i diagrammet, inklusive de som sprider sig utåt från den röda jättegrenen mot övre vänstra delen, är förgrundsstjärnor som inte ingår i hopen.
Tillsammantaget är här tre regioner representerade i Hertzsprung-Russell-diagrammet: lågmassadelen av huvudserien, hela röda jättegrenen och den horisontella grenen. Jämfört med optiska band är den nedre huvudserien i infraröda band flatare och den horisontella grenen brantare (den blå änden är svagare och den röda änden är ljusare).